# Храм Святого Георгия (Лод)
Храм Святого Георгия (греч. Ναός του Αγίου Γεωργίου) — православный храм Иерусалимской православной церкви в Лоде (Лидда) в Израиле. Современный храм построен в 1872 году. В крипте храма находится могила великомученика Георгия Победоносца. 

## История

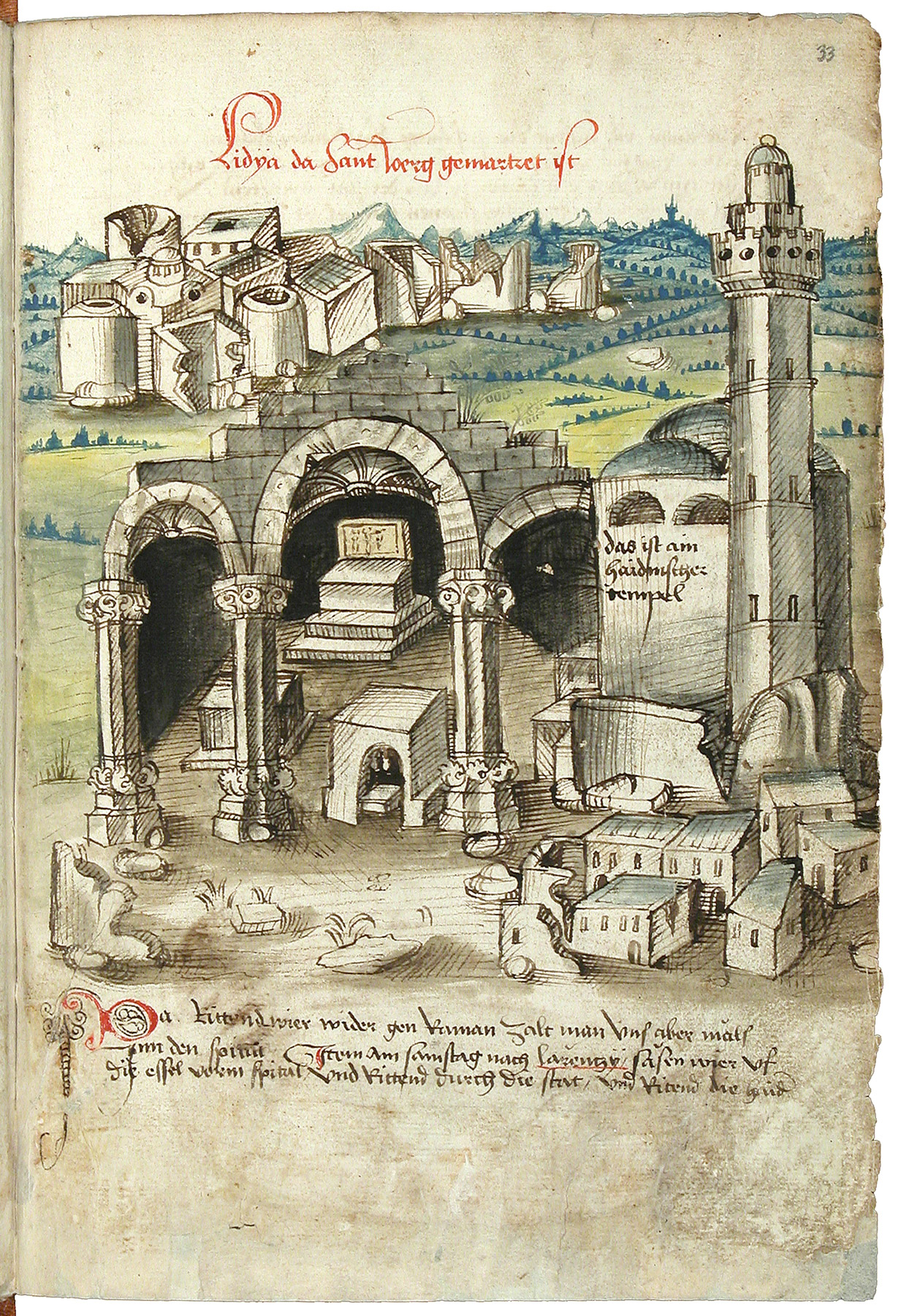
Руины храма Святого Георгия и выстроенная рядом мечеть. Рисунок из описания путешествия в Иерусалим Конрада фон Грюненберга (1487)

Диакон Феодосий в путеводителе «О местоположении Святой земли» (около 530 года) отмечал, что тело святого Георгия находится в Диосполе (Лидда). Большая базилика в Лидде изображена на мозаичной Мадабской карте, выполненной во второй половине VI века. По преданию, записанному Вильгельмом Тирским (XII век), храм был построен императором Юстинианом I в VI веке. 
О существовании монастыря при храме великомученика Георгия сообщают паломники Епифаний Монах (1-я половина IX века) и Бернард Монах (около 870 года). Епифаний упоминал о находившихся в алтаре реликвиях: колесе, на котором пытали великомученика, и мраморном столпе, от которого происходили чудеса.  
Храм несколько раз разрушался по приказу мусульманских правителей: в 1010 году — халифом аль-Хакимом, в конце XI века, в 1187 году — Салах-ад-Дином (храм был значительно поврежден), в 1442 году — египетским султаном Сайф-ад-Дин Джакмаком. Русский игумен Даниил (1105–1106 гг.) свидетельствовал о пустынной местности, в которой ранее находилась церковь святого Георгия и в её алтаре — его гробница. Согласно игумену Даниилу, здесь же Георгий и был замучен.
Храм отстраивался заново: в XI веке — византийским императором Константином IX Мономахом, в 1150–1170 годах, в конце XII века — английским королем Ричардом I Львиное Сердце. Паломники XIV века сообщали о хранившемся в храме камне, на котором была усечена глава святого Георгия. В 1517 году в храме, от которого осталась алтарная часть и крипта, было возобновлено православное богослужение.
В результате землетрясения 1837 года обрушились свод и северная апсида храма. Церковь простояла в руинах в течение 33 лет. В 1870 году после спора между греками и францисканцами это место было признано греческим владением.
В 1871 году Иерусалимский патриарх Кирилл II обратился с просьбой к российским кавалерам ордена святого Георгия о пожертвовании на восстановление храма. По повелению императора Александра II из средств капитула ордена было пожертвовано 3 тысячи рублей. На средства, выделенные российским правительством и орденом, была возведена новая церковь, освященная 3 ноября 1872 года. В память этого события 3 (16) ноября в Православной церкви отмечается праздник обновления храма великомученика Георгия в Лидде.

## Описание

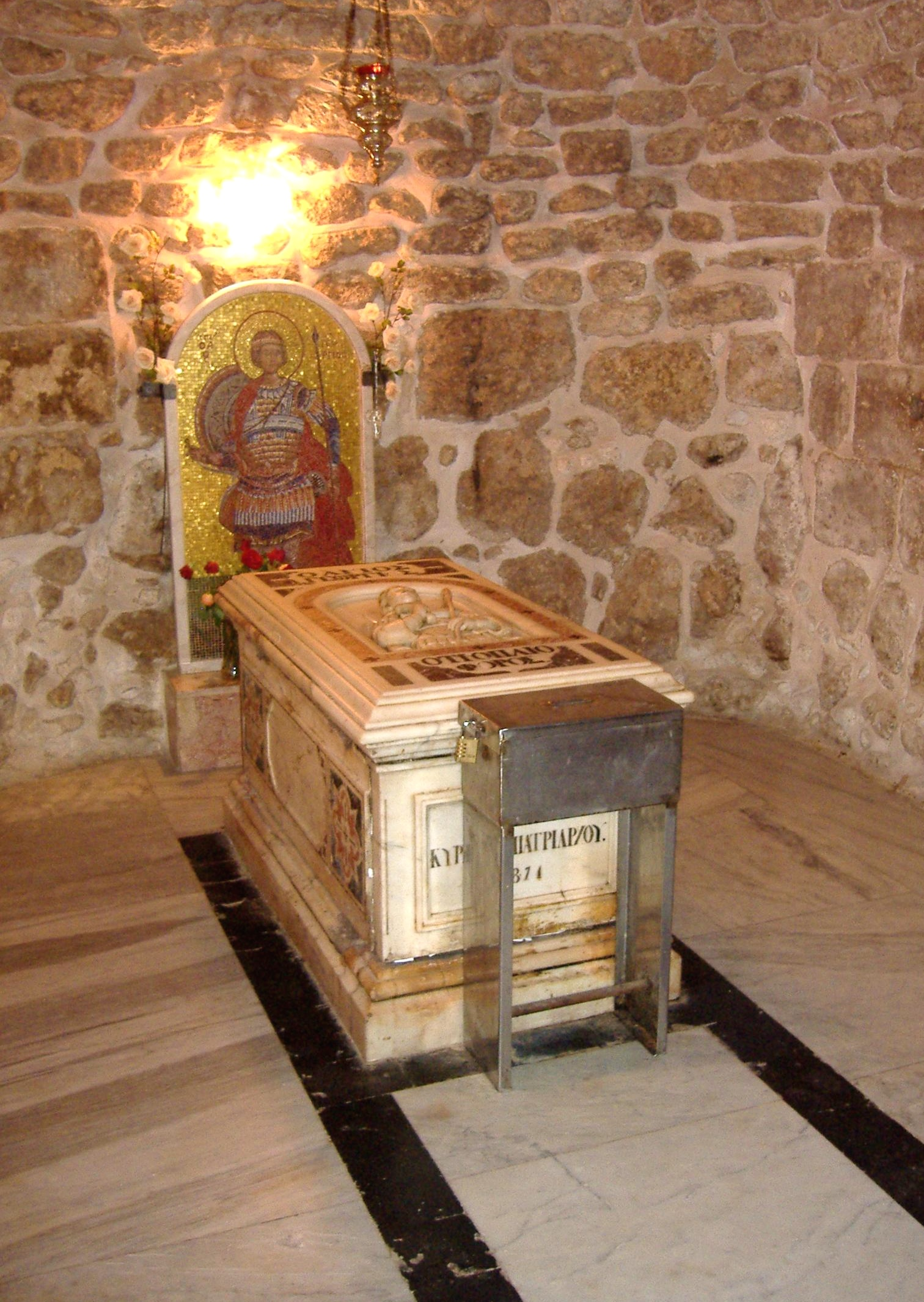
Саркофаг над могилой святого Георгия

Современное здание храма, построенное в 1872 году, включает центральную и северную апсиды храма XII в, в основании которых лежит византийская кладка храма, построенного византийским императором Юстинианом I. Рядом с храмом расположена мечеть. 
В крипте храма находится гробница великомученика Георгия. В крипту из центрального нефа ведут две лестницы. В храме около одной из колонн находится цепь, которой, по преданию, был скован великомученик. В алтаре находится ковчег с частью мощей святого Георгия. Рядом с храмом находятся строения современного греческого монастыря.